# Дурыкино (городской округ Солнечногорск)
Дурыкино — деревня в Московской области России. Входит в городской округ Солнечногорск. Население — 148 чел. (2010).

## География
Через деревню проходит Ленинградское шоссе, пересекающее Московское малое кольцо.

## Население
| 1852 | 1859 | 1890 | 1899 | 1926 | 1966 |
| ---- | ---- | ---- | ---- | ---- | ---- |
| 462  | ↗529 | ↗583 | ↘544 | ↗681 | ↘342 |
| 1998 | 2002 | 2010 |      |      |      |
| ↘94  | ↘86  | ↗148 |      |      |      |

## История
Впервые упомянута в 1504 году как собственность Троице-Сергиевского монастыря пустошь Дуркина.
В XIX веке деревня числилась за княгиней Аделаидой Павловной Голицыной. В деревне была сельская школа.
По описанию в 1884 году деревня становится административным центром Дурыкинской волости Московского уезда.
В начале XX века через деревню проходил путь одних из первых в Российской империи автомобильных гонок. 9 (22) сентября 1912 года, во время одной из таких гонок, около деревни разбился автогонщик Александр Николаевич Коншин.
С 1994 до 2006 гг. деревня входила в Кировский сельский округ Солнечногорского района.
С 2005 до 2019 гг. деревня включалась в Пешковское сельское поселение Солнечногорского муниципального района.
С 2019 года деревня входит в городской округ Солнечногорск, в рамках администрации которого относится с территориальному управлению Пешковское.